# 维森费尔登
维森费尔登是德国巴伐利亚州的一个市镇。总面积78.19平方公里，总人口3616人，其中男性1860人，女性1756人（2011年12月31日），人口密度46人/平方公里。